# St. Margaretha (Heimbach-Weis)

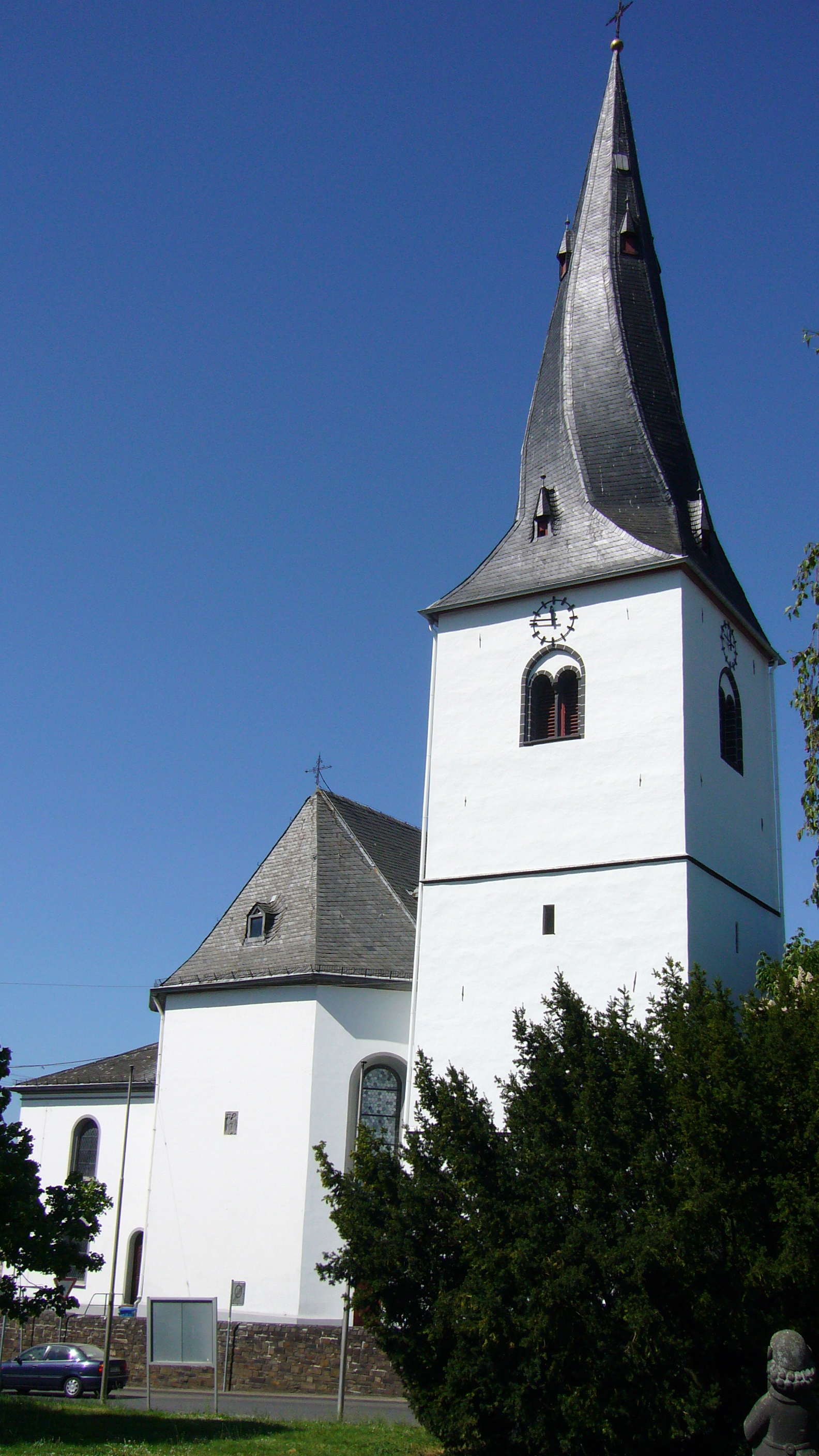
St. Margarethen-Kirche Heimbach-Weis

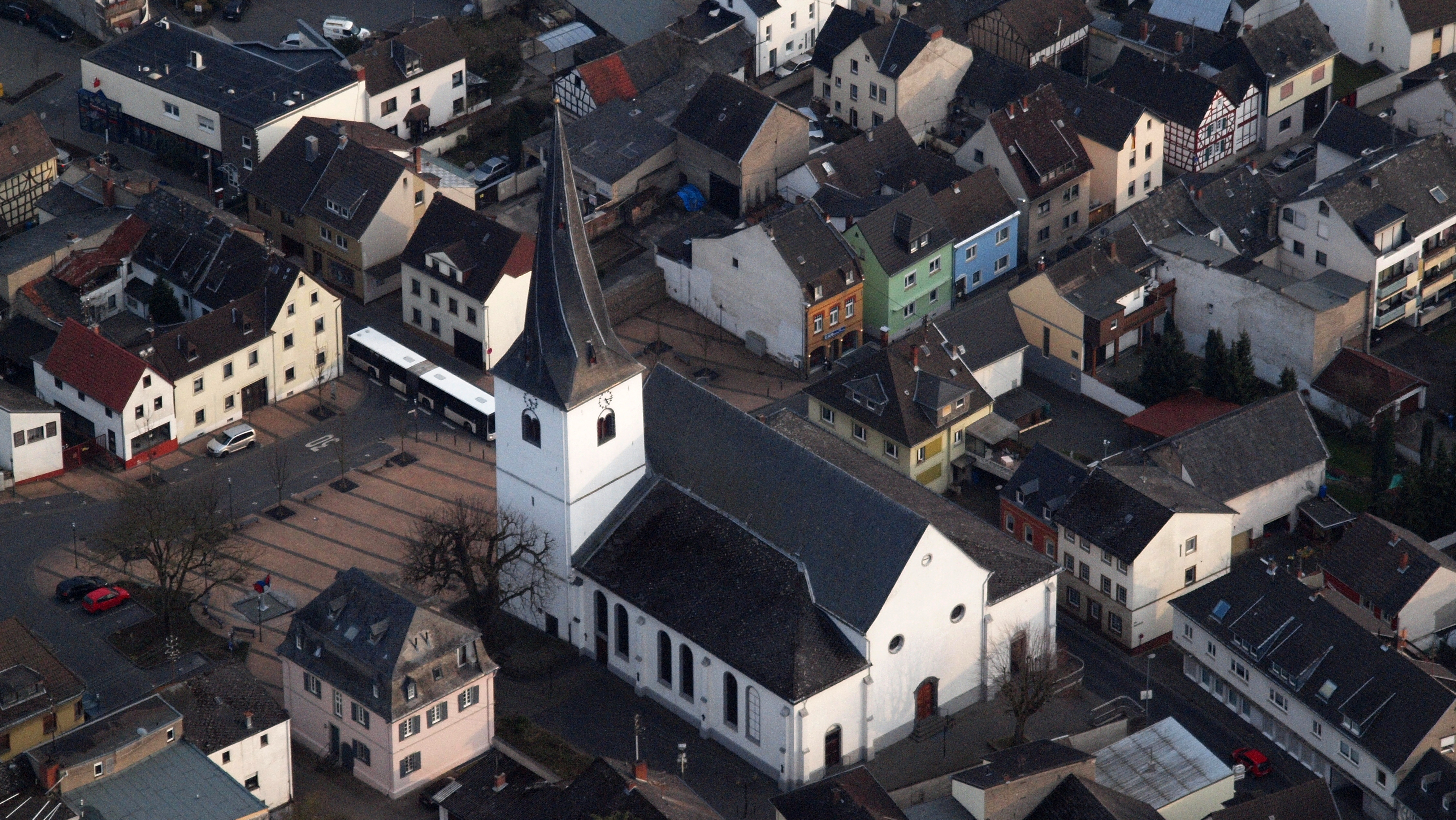
Luftaufnahme (2015)

Die Pfarrkirche St. Margareta im Neuwieder Stadtteil Heimbach-Weis in Rheinland-Pfalz wurde von 1771 bis 1772 in gotischen Formen errichtet. Diese Kirche ersetzte einen um 1569 gebauten Vorgängerbau, der auf Ursprünge im Mittelalter schließen lässt. Die katholische Kirche gehört zum Dekanat Rhein-Wied im Bistum Trier.

## Geschichte
Die Existenz einer Pfarrei wird um 1200 mit der Erwähnung eines Kirchspiels Heimbach, mit den Dörfern Weis und Gladbach, bezeugt. Wann die erste Kirche in Heimbach gebaut wurde, ist unbekannt. Gestiftet wurde die Heimbacher Kirche, wie auch die 1117 gegründete Abtei Rommersdorf, von den Herren zu Rumerdorp, die sich wenig später von Isenburg nennen. Das Patronat lag bis zur Mitte des 14. Jahrhunderts bei den Herren von Isenburg. Bei den kriegerischen Auseinandersetzungen zwischen dem Trierer Kurfürsten Balduin und Gerlach von Isenburg wurde Heimbach und die Kirche zerstört. Unter dem Druck des Erzbischofs Balduin, gab Gerlach von Isenburg 1351 das Patronat der Pfarrei Heimbach an die Abtei Rommersdorf ab. Das Patronatsrecht ging 1570 an Kurtrier.
Nach einem großen Brand im Jahr 1569, bei dem fast ganz Heimbach abbrannte und in der Kirche „alle Glocken schmolzen“, wurde eine „neue Kirche“ ungefähr an der Stelle der abgebrannten errichtet. Diese Kirche war nach über 200 Jahren, um 1770, zu klein für die Gemeinde und wohl beschädigt. In einem Dokument der Abtei Rommersdorf davon berichtet, dass nur noch die Hälfte der 1564 Seelen darin Platz fand und die Kirche „ganz offen für Regen und Wind war“. Vom Trierer Erzbischof Johann Philipp von Walderdorff wurde genehmigt, die alte Kirche niederzulegen und eine neue zu errichten. Dabei blieben die Mauern des Kirchturms erhalten und wurden in den Neubau einbezogen. Das alte Langhaus wurde durch einen neuen Saalbau ersetzt. Die Kirche wurde 1771 fertiggestellt und am 5. Januar 1772 durch Abt Werner Diepram von Rommersdorf eingeweiht.
Bereits 1820 dachte man an eine Erweiterung der Kirche, weil die Kirchengemeinde auf 2000 Seelen angewachsen war. Erst 1891 konnte mit dem Anbau der beiden Seitenschiffe begonnen und 1896 beendet werden.
Nach Zerstörungen im Zweiten Weltkrieg wurde das Kircheninnere 1963 flach eingedeckt.

## Bau und Ausstattung

### Baubeschreibung
Überragt wird die Kirche von einem gotischen, aus dem Mittelalter stammenden quadratischen Turm mit drei ungegliederten Geschossen. Die ungewöhnlich starken, bis zu zwei Meter dicken, Hausteinmauern lassen an die Weiterverwendung eines ursprünglichen Bergfriedes denken. Der Turm trägt einen steilen, achtseitigen, leicht geschraubten Helm. Die drei Glocken wurden 1575 vom Kölner Glockengießer Dietrich gegossen. In der größten Glocke, die St. Margaretha geweiht ist und 1581 neu gegossen werden musste, ist in einer umfangreichen Inschrift die Geschichte des Neubaus der Kirche beschrieben. Der Saalbau einem mit 5/8 Choranbau wurde nach einem Entwurf von Johannes Seiz 1772 errichtet. In die Seitenschiffe aus 1891 und das Mittelschiff wurden 1963 Flachdecken eingezogen.

### Ausstattung
Der Hochaltaraufsatz ist eine Rekonstruktion des barocken von Johannes Seiz, von dem der Triumphbogen, die drei weiblichen Heiligenfiguren sowie einige Engel erhalten blieben.
Von dieser Ausstattung rühren auch Kommunionbank und Kanzel. Eine Büste der Hl. Margaretha stammt aus dem 18. Jahrhundert, das spätgotische Steinkreuz (ca. 1480) aus dem Umfeld Niclas Gerhaerts van Leyden vom „Mönchsfriedhof“ der Abtei Rommersdorf.

### Orgel
Die Orgel wurde 1738–1740 vom Orgelbauer Johann Michael Stumm für die Abtei Rommersdorf erbaut. 1803 wurde das Instrument bei Kriegshandlungen schwer in Mitleidenschaft gezogen und acht Register ganz und weitere teilweise zerstört. Nach der Auflösung der Abtei im Zuge der Säkularisation kam die Orgel 1809 in die Pfarrkirche Heimbach. Bei einer Reparatur durch Orgelbauer Weil aus Neuwied wurde das Instrument 1856 auf zwei Manuale verkleinert, das Rückpositiv in das Untergehäuse verlegt und die Disposition geändert. Bei der 1964 erfolgten Restaurierung durch Klais wurde u. a. ein neuer elektrischer Spieltisch errichtet, ein neues Unterwerk gebaut, das Rückpositiv wieder in die Emporenbrüstung eingebaut und das Pedal um vier Register erweitert. 2021 folgte eine Instandsetzung durch Klais. Die Orgel hat heute 37 Register.
| I Rückpositiv C–c3 |       |
| Hohlflöt           | 8′    |
| Solicional         | 2′-4′ |
| Principal          | 4′    |
| Rohrflöt           | 4′    |
| Octav              | 2′    |
| Quint              | 1 ⁄3′ |
| Mixtur III         | 1′    |
| Cromhorn           | 8′    |
| Vox humana         | 8′    |

| II Hauptwerk C–c3 |        |
| Bordun            | 16′    |
| Principal         | 8′     |
| Hohlpfeif         | 8′     |
| Viol di Camm      | 8′     |
| Quintatön         | 8′     |
| Octav             | 4′     |
| Solicional        | 4′     |
| Flöt              | 4′     |
| Quint             | 2 ⁄3′  |
| Superoctav        | 2′     |
| Tertz             | 1 3⁄5′ |
| Cornett IV D      | 4′     |
| Mixtur III        | 1′     |
| Trompet B+D       | 8′     |
| Tremulant         |        |

| III Echowerk C–c3 |       |
| Bordun            | 8′    |
| Flaut travers     | 8′    |
| Rohrflöt          | 4′    |
| Solicional        | 2′/4′ |
| Octav             | 2′    |
| Quint             | 1 ⁄3′ |
| Cromhorn B        | 8′    |
| Trompet D         | 8′    |

| Pedal C–f1   |        |
| Subbaß       | 16′    |
| Principalbaß | 8′     |
| Quint        | 5 1⁄3′ |
| Octav        | 4′     |
| Posaun       | 16′    |
| Clarin       | 4′     |
| Cornet Baß   | 2′     |

Anmerkungen
1. 1 2  ab c1
2. ↑  C-h0 1 1⁄3′, ab c1 2 2⁄3′
3. ↑  C-h0 2′, ab c1 4′